# 칠드런 오브 사라예보
칠드런 오브 사라예보(Djeca, Children of Sarajevo)는 터키에서 제작된 아이다 베기츠 감독의 2012년 드라마 영화이다. 마리야 피키츠 등이 주연으로 출연하였다.

## 출연

### 주연
- 마리야 피키츠
- 이스미르 가굴라
- 보잔 나보젝
- 자스나 베리
- 니콜라 드주릭코
- 알렉산더 섹선

## 제작진
- 프로듀서: 아이다 베기츠